# Delphyre subapicalis
Delphyre subapicalis là một loài bướm đêm thuộc phân họ Arctiinae, họ Erebidae.